# Jimdo
Jimdo（ジンドゥー）は、WYSIWYG Webホスティングサービス。
ドイツ・ハンブルクにあるJimdo GmbH社によって運営されている。日本語版はKDDIウェブコミュニケーションズが協業パートナーになっている。
2009年に日本でリリースした「ジンドゥークリエイター」と2019年3月にリリースした「ジンドゥー AI ビルダー」のどちらも、無料プランを含む3プランで展開している。

## 沿革
- 2004年、NorthClick社を設立。Jimdoの原型となる法人向けサービスであるNorthClickをサービス開始する。
- 2007年2月、Fridtjof Detzner・Matthias Henze・Christian SpringubらがJimdoを設立[6]。
- 2009年3月25日、KDDIウェブコミュニケーションズ協業パートナーとなり、日本語版をリリース[5]。
- 2010年、ショップ機能が追加される[7]。
- 2012年2月、Jimdoによるサイト数が500万サイトを達成[8]。
- 2013年11月、Jimdoによるサイト数が1000万サイトを達成[9]。
- 2014年8月、Jimdoが新しくなり、以前よりもさらに編集がしやすいようになった。テンプレートも新しいものが新登場[10]。
- 2015年10月、日本国内でのJimdoサイトが100万サイト達成[11]。
- 2019年3月、新たに「ジンドゥー AI ビルダー」をリリース。

## 特徴
Jimdoは、ウェブ上でウェブページデザインのための全操作を行えるようデザインされている。フォーム、ブログ、ソーシャルネットワーキングなどの高度な機能を容易に設置できるうえ、プレビュー画面と編集画面を同一画面で表示することから、直感的な操作性をユーザーに提供する。
誰でも簡単に操作できることからサーバーやHTMLの専門知識がないユーザーにもホームページが作成できるようになり、公式ホームページには様々な事例が掲載されている。

## サービス
無料で使用できるJimdoFreeとプレミアムサービスとしてJimdoPro・JimdoBusinessが存在する。
JimdoFreeは（サイト名）.jimdo.com のアドレスで使用できる。500MBまでのウェブスペースが1ユーザーにつき貸与される。
JimdoPro・JimdoBusinessではドメインを用いたアドレスで使用できる。有料版では広告を消去でき、5ギガバイト（JimdoBusinessでは無制限）までのウェブスペースを使用可能となる。
2011年現在、Jimdoの上で利用できる言語は日本語、英語、中国語、フランス語、ドイツ語、イタリア語、ロシア語、ポーランド語、オランダ語、ポルトガル語になっている。
アメリカ、ドイツ、日本にデータセンターが存在する。